# Rudolf Obraczay
Rudolf Obraczay (ur. 12 marca 1877 w Cieszynie, zm. po 1933) – pułkownik uzbrojenia Wojska Polskiego.

## Życiorys
Urodził się 12 marca 1877 w Cieszynie.
Jesienią 1897 rozpoczął pełnić zawodową służbę wojskową w cesarskiej i królewskiej Armii. Decyzje przełożonych związały go na stałe z garnizonem krakowskim. Służył kolejno w Pułku Artylerii Dywizyjnej Nr 1, Pułku Artylerii Korpuśnej Nr 1 (od 1904), Dywizjonie Artylerii Konnej Nr 1 (od 1908), a od 1912 w Pułku Armat Polowych Nr 3, który w 1916 został przemianowany na Pułk Armat Polowych Nr 5, a dwa lata później na Pułk Artylerii Polowej Nr 5. W szeregach tego oddziału wziął udział w mobilizacji sił zbrojnych Monarchii Austro-Węgierskiej, wprowadzonej w związku z wojną na Bałkanach, a następnie walczył na frontach I wojny światowej. W czasie służby w c. i k. Armii awansował na kolejne stopnie w korpusie oficerów artylerii polowej i górskiej: kadeta–zastępcy oficera (1 września 1897), podporucznika (1 listopada 1898), porucznika (1 listopada 1902) i kapitana (1 listopada 1912).
1 czerwca 1921 jego oddziałem macierzystym był 6 Pułk Artylerii Polowej w Krakowie. 3 maja 1922 został zweryfikowany w stopniu podpułkownika ze starszeństwem z 1 czerwca 1919 i 5. lokatą w korpusie oficerów artylerii. Później został przeniesiony do korpusu oficerów uzbrojenia, wcielony do Okręgowego Zakładu Nr V jako oddziału macierzystego z równoczesnym przydziałem na stanowisko kierownika Centralnego Składu Amunicji Nr 4 w Krakowie. 31 marca 1924 został mianowany pułkownikiem ze starszeństwem z 1 lipca 1923 i 1. lokatą w korpusie oficerów uzbrojenia.
Na emeryturze mieszkał w Krakowie. W 1934, jako oficer stanu spoczynku pozostawał w ewidencji Powiatowej Komendy Uzupełnień Kraków Miasto. Posiadał przydział do Oficerskiej Kadry Okręgowej Nr V. Był wówczas „przewidziany do użycia w czasie wojny”.

## Ordery i odznaczenia
- Order Korony Żelaznej 3. klasy z dekoracją wojenną i mieczami (Austro-Węgry)
- Krzyż Zasługi Wojskowej 3 klasy z dekoracją wojenną i mieczami (Austro-Węgry)
- Srebrny Medal Zasługi Wojskowej z mieczami na wstążce Krzyża Zasługi Wojskowej (dwukrotnie) (Austro-Węgry)
- Brązowy Medal Zasługi Wojskowej z mieczami na wstążce Krzyża Zasługi Wojskowej (Austro-Węgry)
- Krzyż Wojskowy Karola (Austro-Węgry)
- Złoty Medal Jubileuszowy Pamiątkowy dla Sił Zbrojnych i Żandarmerii (Austro-Węgry)
- Krzyż Jubileuszowy Wojskowy (Austro-Węgry)
- Krzyż Pamiątkowy Mobilizacji 1912–1913 (Austro-Węgry)[13]